# Un altro domani
Un altro domani (Dos vidas) è una soap opera spagnola prodotta da TVE in collaborazione con Bambú Producciones e trasmessa su La 1 dal 25 gennaio 2021 all'8 febbraio 2022.
In Italia la soap è andata in onda su Canale 5 dal 6 giugno 2022 al 18 agosto 2023 in day-time.

## Trama
La serie è ambientata nella Guinea spagnola degli anni '50, precisamente a Rio Muni e nell'odierna Madrid in una cittadina di periferia, chiamata Robledillo de la Sierra.
Julia è una donna che sta vivendo una vita che sua madre e il suo futuro marito hanno pianificato per lei. Quando sta per sposarsi, scopre un grande segreto di famiglia che la cambierà per sempre. Sull'orlo di un esaurimento nervoso, decide di separarsi da loro. Julia trova rifugio in una remota cittadina tra le montagne di Madrid (Robledillo de la Sierra) dove avrà una missione complicata: prendere il controllo del proprio destino.
Carmen è una giovane donna che lascia le comodità della metropoli per raggiungere il padre nell'esotica provincia della Guinea spagnola a metà del secolo scorso. Carmen scopre che l'Africa ha un volto molto più duro e selvaggio di quanto avesse mai immaginato e la sua vita è scossa dalle fondamenta. Dovrà affrontare un difficile dilemma: attenersi alle regole stabilite ingiuste o seguire il proprio cuore.
Ma queste due vite sono anche una e sono unite da un legame forte come il sangue: Carmen e Julia sono nonna e nipote. Separate da più di mezzo secolo e su due continenti, Carmen e Julia hanno molto più in comune dei loro legami familiari. Entrambe sono donne che lottano per realizzare i propri sogni, che non si conformano alle regole imposte dagli altri e che troveranno l'amore dove meno se lo aspettano.

## Puntate
| Stagione       | Puntate | Puntate | Prima TV  | Prima TV  |
| Stagione       | Spagna  | Italia  | Spagna    | Italia    |
| -------------- | ------- | ------- | --------- | --------- |
| Prima stagione | 255     | 426     | 2021-2022 | 2022-2023 |

## Personaggi e interpreti

### Personaggi principali
- Carmen Villanueva / Carmen Cruz, interpretata da Amparo Piñero, doppiata da Elena Perino.
- Julia María Infante Lou / Julia María Cruz Lou, interpretata da Laura Ledesma, doppiata da Valentina Favazza.
- Diana Lou Acosta, interpretata da Cristina de Inza, doppiata da Alessandra Korompay.
- Francisco Villanueva, interpretato da Sebastián Haro, doppiato da Luca Violini.
- Patricia Godoy, interpretata da Silvia Acosta, doppiata da Selvaggia Quattrini.
- Tirso Noguera, interpretato da Oliver Ruano, doppiato da Manuel Meli.
- Elena Prieto, interpretata da Aída de la Cruz, doppiata da Chiara Oliviero.
- Kiros Nsue, interpretato da Iván Mendes, doppiato da Stefano Broccoletti.
- Sergio Cuevas Guzmán, interpretato da Miguel Brocca, doppiato da Federico Viola.
- Víctor Vélez de Guevara Acevedo †, interpretato da Jon López, doppiato da Flavio Aquilone.
- Inés Acevedo † (puntate 2-211), interpretata da Bárbara Oteiza, doppiata da Emanuela Damasio.
- Ángel Godoy, interpretato da Iván Lapadula, doppiato da Alessandro Valeri.
- Agustina †, interpretata da Mar Vidal, doppiata da Daniela Abbruzzese.
- Mario Sasi Alonso, interpretato da Chema Adeva, doppiato da Antonio Palumbo.
- Erik Noguera, interpretato da Álex Mola.
- Linda Grisel, interpretata da Esperanza Guardado, doppiata da Ilaria Giorgino.
- Ventura Vélez de Guevara, interpretato da Iago García, doppiato da Christian Iansante.
- Samuel Ribero, interpretato da Mario García, doppiato da Danny Francucci.
- Dayo †, interpretato da Malcolm Treviño-Sitté.
- Mabalé, interpretato da Boré Buika, doppiato da Francesco Cavuoto.
- Ekò, interpretato da Thomas King, doppiato da Alberto Franco.
- Alicia Utanares †, interpretato da Elena Gallardo, doppiata da Sara Labidi.
- Cloe, interpretata da Gloria Camila Ortega, doppiata da Ludovica Bebi.
- Olga, interpretata da Mónica Miranda, doppiata da Barbara De Bortoli.
- Enoa, interpretata da Edith Martínez Val, doppiata da Chiara Sansone.
- María Naranjo Prieto / Dani Naranjo Prieto, interpretata da Kenai White, doppiata da Vittoria Bartolomei.
- Leopoldo "Leo" Lozano Aguilera, interpretato da Juanlu González.
- Manuela "Manu", interpretata da Celia Sastre.

- Faustino Medina, interpretato da Adrián Expósito.

### Personaggi secondari
- Don Emilio, interpretato da Sergi Albert.
- Enrique, interpretato da Mario Sánchez.
- Fernando, interpretato da Sebastián Gálvez, doppiato da Raffaele Carpentieri.
- Cameriere Río Muni, interpretato da Mamadou Traoure.
- Dottor Guzmán, interpretato da Oriol Rafael.
- Felisa, interpretata da Imán Padellano.
- Lolo, interpretato da Jorge Alcocer.
- Cabra, interpretato da Martín Paez.
- Sibebi , interpretata da Betizia Bismark.
- Amico di Lolo, interpretato da Lalo Tenorio.
- Óscar Infante, interpretato da Manuel Regueiro.
- Jaime Naranjo, interpretato da Aure Sánchez.
- Irene Sanz, interpretata da Paula Iglesias.
- Dolores, interpretata da María Blanco.

## Produzione
La soap è basata su un'idea originale di Josep Cister Rubio ed è prodotta da TVE in collaborazione con Bambú Producciones.
La soap è stata annunciata come sostituta della serie quotidiana Mercado Central che per la prima volta all'inizio del 2021, ha coperto la fascia serale del suo predecessore in onda dal lunedì al venerdì, prima della serie poliziesca Servir y proteger.

### Cancellazione
Il 22 ottobre 2021 è stata annunciata la cancellazione della soap a causa dei suoi bassi dati di ascolto e si è conclusa l'8 febbraio 2022, dopo 255 episodi.

### Riprese
Le riprese della soap sono iniziate nell'ottobre 2020 e si sono svolte tra il Parco rurale di Anaga a Tenerife e la regione di Madrid. Il villaggio immaginario di Robledillo de la Sierra si trova nell'attuale comune di Chapinería e Colmenar del Arroyo.

## Distribuzione
In Italia la soap è composta da un'unica stagione da 426 puntate che dalla durata originale di 50-70 minuti è passata a 45-50 minuti. 

## Accoglienza
Un altro domani (Dos vidas) ha ricevuto recensioni contrastanti o positive da parte della critica. Mikel Zorrilla di Espinof gli ha assegnato due stelle e mezzo su cinque, elogiando la capacità della serie di far sì che entrambe le trame si completino a vicenda ma citando le singole trame stesse come il minimo richiesto in termini di trama, concludendo che, sebbene la serie sia una telenovela efficace non cambierà il suo giudizio negativo nei confronti delle serie giornaliere. Víctor Juste di El Televisero è stato molto più positivo, elogiando la sua ambizione all'interno delle serie giornaliere e confrontando il suo conto tecnico con quello di una serie settimanale di prima serata. Fernando S. Palenzuela di Formula TV era positivo dell'elemento melodrammatico dello spettacolo e dei suoi tentativi di distinguersi dalle altre serie storiche, oltre a concentrarsi su un cast composto principalmente da volti nuovi o poco conosciuti, sebbene fosse scettico sulla parte più comica di la serie.

## Riconoscimenti
- Festival della Rosa d'oro
  - 2021: Premio come Miglior serie quotidiana per Un altro domani (Dos vidas)[26]

- Premio Emmy Internacional
  - 2022: Candidatura come Miglior telenovela per Un altro domani (Dos vidas)[27]